# José Rebelo de Bettencourt
José Rebelo de Bettencourt (Ponta Delgada, 30 de agosto de 1894 — Ponta Delgada, 4 de setembro de 1969) foi um escritor, ensaísta, poeta e jornalista açoriano.  A sua obra é vasta: cinco livros de poesia, seis livros de ensaios e crónicas, várias traduções e revisões de traduções, um livro de contos e muitos artigos, crónicas e ensaios dispersos por diversos jornais e revistas.

## Biografia
Nasceu na freguesia de São Sebastião da cidade de Ponta Delgada. Após concluir o ensino secundário na sua cidade natal, matriculou-se na Faculdade de Letras da Universidade de Lisboa, onde foi aluno de Teófilo Braga, mas desistiu da licenciatura para dedicar ao jornalismo.
Fixou-se em Lisboa, onde conviveu com alguns dos membros da geração do Orpheu e integrou um círculo de intelectuais que incluía Armando Cortes-Rodrigues, Santa-Rita Pintor e Almada Negreiros. Participou na corrente futurista que surgiu em Lisboa em 1917, conjuntamente com Santa-Rita Pintor, mas cedo a abandonou para se converter ao nacionalismo literário.
Com textos escritos no período em participou na corente futurista, publicou uma antologia de crónicas da revista Portugal Futurista intitulada «O Mundo das Imagens». Também desse tempo data a poesia que publicou em três antologias poéticas: «Cantigas» (1923), «Oceano Atlântico» (1934) e «Vozes do Mar e do Vento» (1953).
Dedicou-se à crítica literária e teatral, publicando alguns ensaios de mérito sobre Antero de Quental e Teófilo Braga. Em 1930 publicou um ensaio crítico pioneiro sobre Fernando Pessoa, numa altura em que Fernando Pessoa era ainda um escritor ignorado por parte do público ou depreciado por outra parte.
No campo da escrita publicou alguns livros em prosa e verso, sendo o seu primeiro livro intitulado Ode a Camões, publicado em Ponta Delgada pela Tipografia do Diário dos Açores.
O seu trabalho como jornalista iniciou-se a partir de 1912 com colaboração no Diário dos Açores, a partir do qual passou a trabalhar como correspondente de uma publicação brasileira, que servia a comunidade portuguesa, e para o qual colaborava com artigos sobre os Açores. Colaborou no jornal O Século, entre 1917 e 1918. Fundou o periódico Distrito, em Ponta Delgada, e foi redactor do jornal A Pátria, em Angra do Heroísmo. Colaborou, em Lisboa, na revista  Nação Portuguesa, na Gazeta dos Caminhos-de-Ferro e na revista de turismo Viagem, publicações dirigidas por Carlos de Ornellas.
O seu nome é lembrado na toponímia do Município Ponta Delgada, numa das ruas da freguesia do Livramento.